# Seymour Crawford
Seymour Crawford (* 1. Juni 1944 in Monaghan, Irland; † 21. Oktober 2018 in Cavan, Irland) war ein irischer Politiker der Fine Gael und war von 1992 bis 2011 Teachta Dála (Abgeordneter) im Dáil Éireann, dem irischen Unterhaus.

## Biografie
Crawford war von 1984 bis 1988 Vizepräsident der Irish Farmers’ Association. Von 1991 bis 2003 war er in den Monaghan County Council gewählt worden. Er konnte bereits bei den Wahlen zum Dáil Éireann 1992 erfolgreich einen Sitz im Wahlkreis Cavan–Monaghan erringen. Diesen Sitz konnte er bei den Wahlen 1997, 2002 und 2007 verteidigen. 2011 trat er zu den Wahlen nicht mehr an.
Als Angehöriger der evangelisch-reformierten Kirche setzte er sich vehement für den Friedensprozess in Nordirland ein.